# Sfingomielina
La sfingomielina (SPH) è uno sfingolipide, lipide complesso, componente della mielina nelle cellule nervose.
Forma assieme alla fosfatidilcolina, alla fosfatidilserina e alla fosfatidiletanolamina il complesso di colesteroli fondamentali nella regolazione della fluidità della membrana cellulare. Negli esseri umani la sfingomielina costituisce l'85% degli sfingolipidi totali.

## Sintesi della sfingomielina
La sfingomielina è costituita da ceramide (elemento base degli sfingolipidi), fosfato e la colina come testa polare.

sfingomielina, con le unità strutturali messe in evidenza. nero: sfingosina rosso: fosfocolina blu: acido grasso
ceramide
sfingosina

## Patologie legate alla sfingomielina
Un eccessivo accumulo di sfingomielina nelle cellule del sistema reticolo-endoteliale porta alla malattia di Niemann-Pick.